# Krone Heinrichs II.

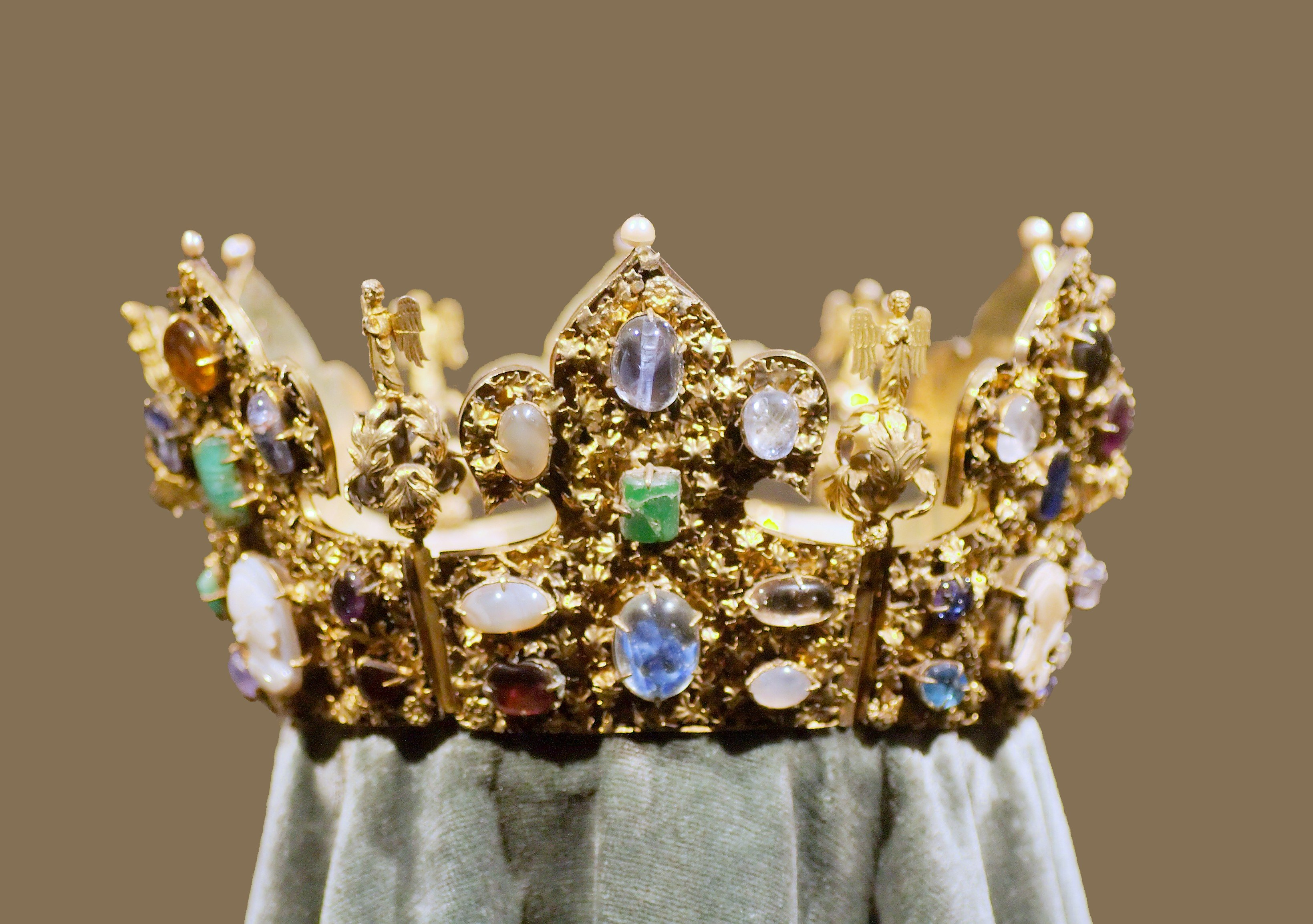
Die sogenannte Krone Heinrichs II.

Die sog. Krone Heinrichs II. ist eine aus dem Ende des 13. Jahrhunderts stammende Lilienkrone, die in der Schatzkammer der Münchner Residenz aufbewahrt wird.
Die Bezeichnung rührt von ihrer Funktion als Reliquiarkrone für ein ursprünglich in Bamberg aufbewahrtes Kopfreliquiar des 1140 heiliggesprochenen Heinrich II. her. Die Krone fiel zu Beginn des 19. Jahrhunderts im Zuge der Säkularisation an Bayern und befindet sich seitdem in der Schatzkammer der Münchner Residenz.
Der Kronreif besteht aus sechs edelsteinverzierten Segmenten mit wuchtigen Lilien. Zwischen den Edelsteinen befindet sich wohl später hinzugefügtes, dekoratives Blattwerk. Auf zwei Segmenten befinden sich unterhalb der Lilie statt Edelsteinen antike Gemmen. Aus den segmentverbindenden Scharnieren stellen sich Akanthusblattknospen auf, auf denen kleine goldene betende Engel stehen. Hinten und vorne ist es aufgrund vorhandener Steckvorrichtungen möglich, einen kaiserlichen Bügel einzusetzen.